# Ernest Neuville
Ernest Neuville est un homme politique français né le 3 juillet 1865 à Montreuil-l'Argillé (Eure) et décédé le 20 janvier 1962 à la Goulafrière (Eure)
Professeur de l'Enseignement agricole et conseiller général, il est élu sénateur en 1930, dans des conditions controversées. Il siège au groupe de l'Union démocratique et radicale et s'intéresse aux questions agricoles et à l'enseignement agricole. Battu en 1939, il se retire de la vie politique.

## Sources
- « Ernest Neuville », dans le Dictionnaire des parlementaires français (1889-1940), sous la direction de Jean Jolly, PUF, 1960 [détail de l’édition]